# Arzila
Arzila (grafia oficial em francês: Assilah, também grafada Asilah; em árabe: أصيلة; romaniz.: Aṣīlah; em berbere: ʾAzīla; em castelhano: Arcila) é uma cidade do noroeste de Marrocos, que faz parte da prefeitura de Tânger-Arzila e da região de Tânger-Tetuão. Em 2004 o município tinha 28 120 habitantes.
Situa-se a cerca de 40 quilómetros a sul por estrada de Tânger, numa planície junto na costa atlântica. É uma estância balnear popular principalmente para marroquinos, que também atrai muitos turistas devido ao seu urbanismo tradicional, aos eventos culturais de verão, nomeadamente um festival de música e outro de pinturas murais e arte ao ar livre, e às suas fortificações originalmente construídas pelos portugueses, que a ocuparam entre 1471 e 1550 e entre 1577 e 1589.

## História
Na Antiguidade a zona costeira de Arzila foi bastante visitada por gregos e fenícios. Foram encontrados vestígios deste últimos, que ali teriam tido um entreposto comercial que daria origem à colónia cartaginesa de nome Zéli, Zilil, Zilis, Zília ou Zeles.

Diz João de Barros, 
Arzila - cidade de África, chamava-se Zelis. Segundo Antonino e segundo Ptolomeu Zelia, e segundo Estrabão chamavam-lhe Abila. Parece boa conjectura que Zelis seria Cilee e Zelia seria Arzila.
Chegou a rebelar-se contra Cartago e a ter moeda própria, mas perdeu importância com o ressurgimento de Lixo, outra colónia púnica situada cerca de 35 km a sul. No século I a.C. chegaram os romanos, que a chamaram Colónia Augusta Júlia Constância Zilil (em latim: Colonia Augusti Iulia Constantia Zilil) ou somente Augusta Zilil, que foi depois incorporada na província romana da Mauritânia Tingitana. Segundo Estrabão, parte dos seus habitantes fundaram Júlia Traducta (outras fontes falam em Júlia Ioza), que se supõe corresponder à atual Algeciras, na costa norte do estreito de Gibraltar, para onde  transladados entre 33 e 27 a.C. como castigo por se terem rebelado contra as autoridades romanas.
Conquistada pelos árabes em 712, voltou a ganhar alguma importância já com o nome de Arzila, sendo um centro de comércio onde acorriam mercadores do sul da Península Ibérica e de outras regiões vizinhas e onde despontaram atividades científicas e culturais durante o período idríssida. Ao contrário das autores da Antiguidade, dos quais são raras as menções à cidade, há relatos mais detalhados de autores árabes, ibne Haucal e Albacri. Este refere que Arzila foi atacada duas vezes pelos normandos durante o século IX, mas não diz em que datas. No século XII Dreses descreve-a como uma cidade em decadência, mas deve ter recuperado entre os séculos XIII e XIV porque em 1437, quando ocorreu o desastre português em Tânger, encontravam-se em Arzila negociantes judeus, genoveses e castelhanos. Para os sultões de Fez, a cidade era uma das suas principais posições.

### Domínio português
Arzila foi conquistada pelos portugueses a 24 de agosto de 1471, durante o reinado de Afonso V, que empregaram no assalto cerca de 500 navios e 30 000 soldados. Este episódio está ilustrado em três das chamadas Tapeçarias de Pastrana. Os portugueses constroem uma praça-forte, a qual foi ampliada e reforçada a partir de 1509, com traça de Diogo Boitaca, que reconstruiu a alcáçova e a muralha do seu porto, combinando elementos arquitetónicos tradicionais como a torre de menagem e a couraçada, com outros mais evoluídos, como os baluartes com canhoneiras da "Porta da Vila" e o da "Pata da Aranha". Em poucos anos, a cidade tornou-se um entreposto comercial e estratégico importante na rota do ouro saariano. Tal como a Tânger, Arzila recebeu famílias judias espanholas após 1490, para ali direcionadas pela Coroa Portuguesa, com o fim de colonização.
Em 1520 Manuel I de Portugal criou a feitoria de Arzila, para cuja defesa foi criada a chamada Esquadra do Estreito, e:
| “ | (…) mandou para ela muitas mercadorias, como panos, lenços, sedas, barretes, que era o que consumia a nossa gente e de que se pagavam os servidores dos lugares do norte do Algarve de além-mar. Mandou também outra espécie de mercadorias, que as cáfilas de mouros e judeus vinham comprar à vila, tais como lácar, alaquecas, bordates e especiarias. Desta feitoria fez el-rei feitor Francisco Ribeiro, almoxarife dos mantimentos em Arzila neste tempo. Para escrivão nomeou Tomé Rodrigues, moço da sua câmara, e para provedor João Queimado, irmão de Vasco Queimado, feitor da Casa da Índia. A esta feitoria deu uma filial em Fez e fez seu feitor (…) Francisco Gonçalves, e escrivão dela Sancho Rebelo, seu moço da câmara. Ele podia levar da feitoria de Arzila as mercadorias que lhe parecesse que se venderiam naquela cidade, como lácar, alaquecas, bordates etc., e da sua venda tirasse três por cento para si. | ” |
|   | — David Lopes. História de Arzila. |   |

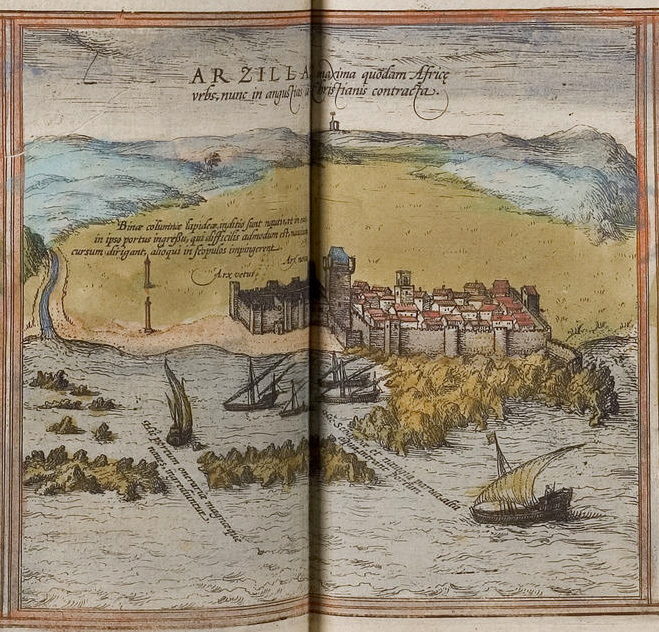
"Arzilla" na obra Civitates Orbis Terrarum de Braun e Hogenberg, 1572

A praça foi abandonada pelas forças portuguesas em 1550, após a conquista de Fez pelo xarife saadiano Maomé Axeique, em 31 de Janeiro de 1549. Marrocos ficava agora unificado sob o domínio de um só soberano, e a praça-forte não poderia lutar muito tempo contra ele, segundo o rei D. João III, que preferiu manter apenas Ceuta e Tânger.
Foi novamente ocupada de 1577 a 1589, na sequência do desembarque de D. Sebastião para a tentativa de conquista de Marrocos que redundou na Batalha de Alcácer-Quibir de 1578. Em 1589 Filipe I de Portugal devolve Arzila ao sultão saadiano Almançor. Arzila é também o local de nascimento do guerreiro Mulei Amade, que começando por combater os portugueses, depois entrou ao serviço deles na Índia e no Extremo Oriente.
Espanha conquistou a cidade mais tarde, que voltou ao domínio de monarcas marroquinos com Mulei Ismail em 1691. Em 1829 foi bombardeada pela marinha austríaca, numa tentativa frustrada de acabar com a sua função de base de piratas, uma situação que se manteria até 1912, quando foi instituído o Protetorado Espanhol de Marrocos, do qual fazia parte Arzila. Em 1860, durante a primeira guerra de Marrocos, Arzila foi novamente bombardeada, desta vez pela armada espanhola. Em 1906, tornou-se a base do caudilho semi-bandido, semi-rebelde com traços românticos, el-Raisuni, que se autonomeou paxá e instaurou um regime de terror.

### Governadores portugueses
- 24 de Agosto de 1471 - 1480 - Henrique de Meneses
- 1480 - 1482 - Lopo Dias de Azevedo
- 1482 - 1486 - João de Meneses, 1° conde de Tarouca
- 1486 (28 de agosto) - 1490 - Álvaro de Faria
- 1490 - 1501 - D. Vasco Coutinho, Conde de Borba e Conde de Redondo (primeira vez)
- 1495 - D. Rodrigo Coutinho sobrinho de Vasco (interino)
- 1495 - D. João de Meneses (interino)
- 1495 - 1501 - D. Vasco Coutinho, Conde de Borba e Conde de Redondo, de facto
- 1501 - 1502 - D. João Coutinho, conde de Redondo (interino)
- 1502 (9 de janeiro) - 1505 - D. João de Meneses (segunda vez)
- 1505 - 1514 - D. Vasco Coutinho, Conde de Borba e Conde de Redondo (segunda vez)
- 1514 - 1524 - D. João Coutinho, conde de Redondo, (primeira vez)
- 1523 (abril) - 1523 (junho) - D. Manuel de Meneses (interino)
- 1524 - 1529 (outubro) - António da Silveira
- 1529 (outubro) - 1539 - D. João Coutinho, conde de Redondo (segunda vez)
- 1539 - 1547 - Manuel Mascarenhas
- 1547 - 1549/1550 - D. Francisco Coutinho, conde de Redondo
- 1549/1550 - 1550 (24 de agosto) - Luís de Loureiro
- 1577 - 1578 - D. Duarte de Meneses

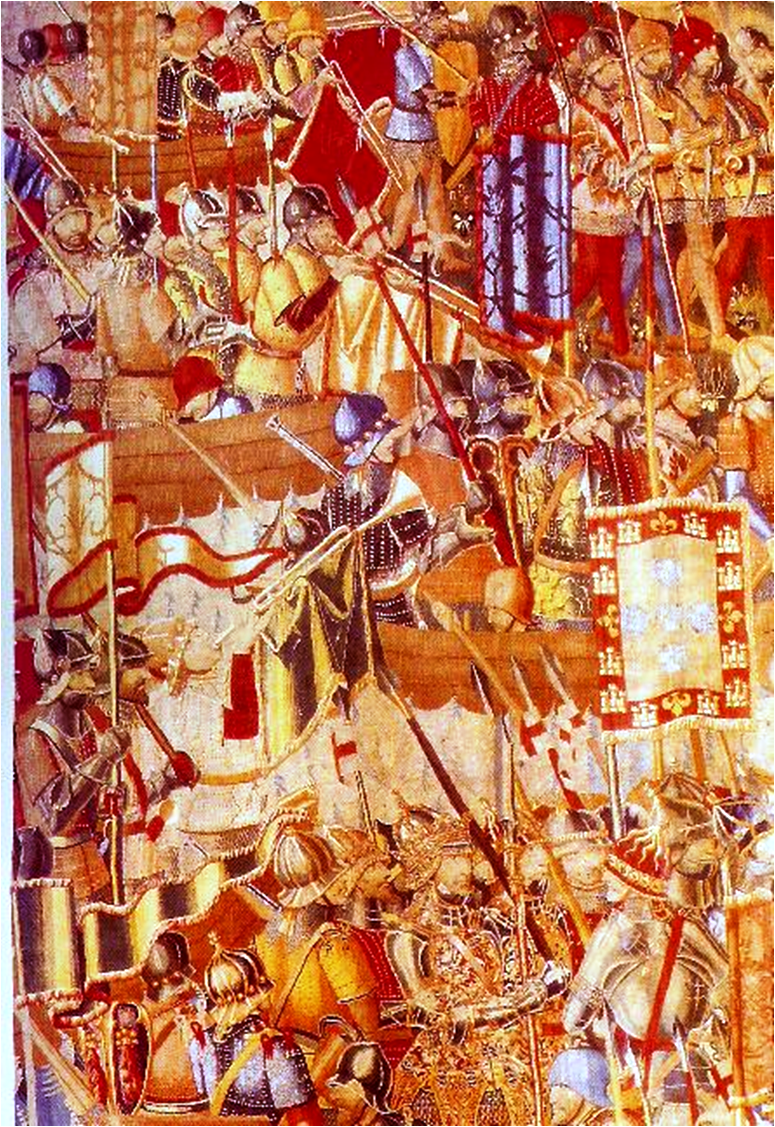
Tapeçarias de Pastrana: detalhe da série da tomada de Arzila (desembarque)

- 1578 - 1578 - Pedro de Mesquita
- 1578 - 1580 - Pedro da Silva
- 1580 - 1589 - …

## Património edificado

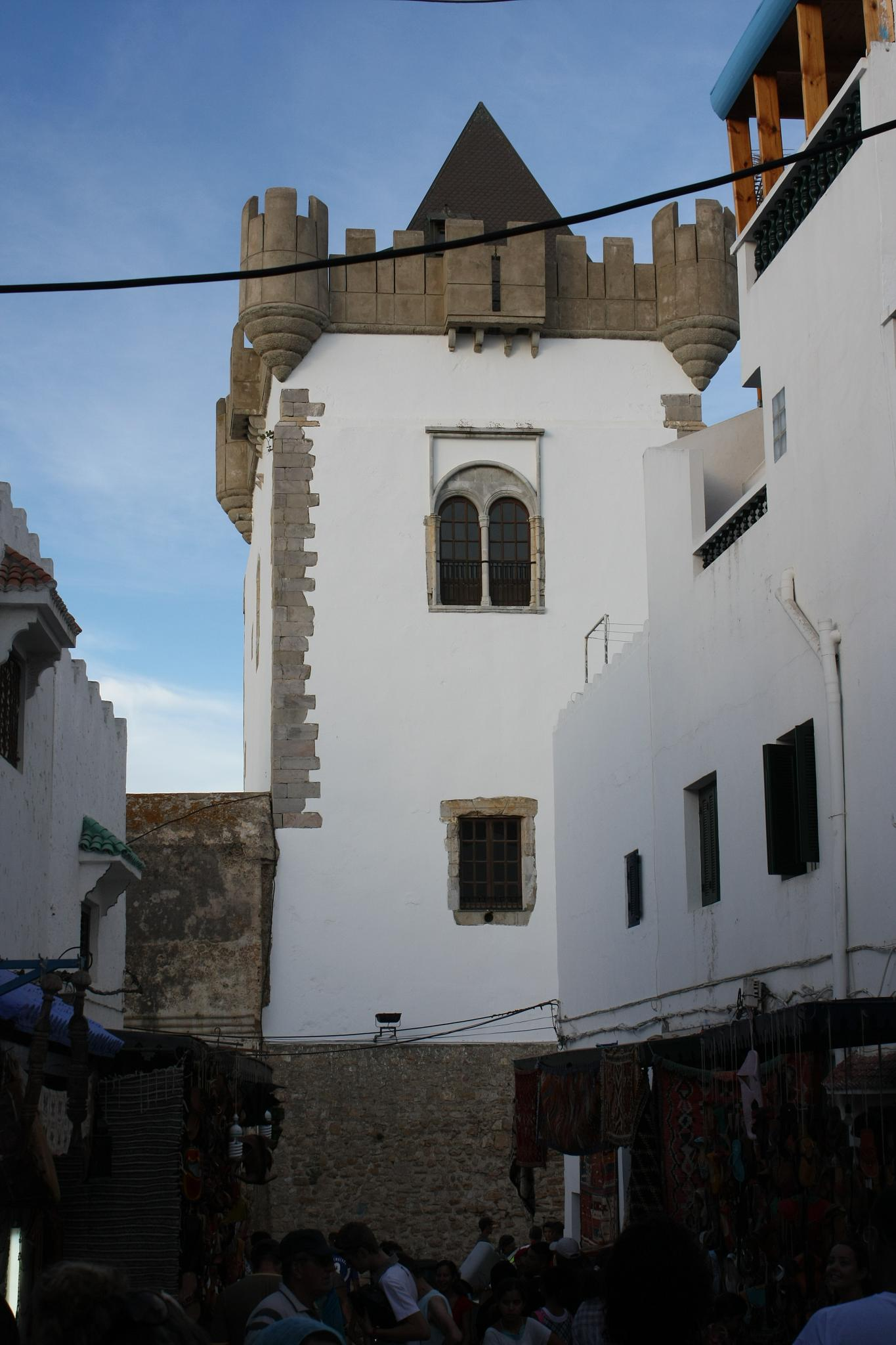
Torre de menagem, na antiga alcáçova, que domina a almedina de Arzila

Não há quaisquer vestígios da casbá construída por al-Qasim ibn Idris e Mousa ibn Abi al-Afiya nos séculos IX e X. Em contrapartida os grandes trabalhos de fortificação dirigidos por Diogo Boitaca no século XVI rodeiam a parte antiga contrastam com a brancura das casas e o azul do mar. Uma muralha imponente com fosso, em forma de paralelogramo com sete hectares de área, rodeia a almedina. Há cinco portas na muralha, que datam de épocas diferentes; duas delas são de origem portuguesa: a Bab al-Homer ("Porta da Vila" ou "da Terra") e Bab al-Bahr ("Porta da Ribeira" ou "do Mar"). Sobre a primeira ainda se pode ver o brasão de armas de Portugal.
Entre os bastiões e as torres mais espetaculares, caraterísticas das praças-fortes portuguesas, destacam-se a "Couraça" (Borj al-Bahr) e a Torre de Menagem (Borj al-Kamra). A primeira foi construída entre 1508 e 1516, avança sobre o mar e servia de apoio ao embarque e desembarque de aprovisionamentos e reforços. A segunda, a torre a mais importante da fortaleza, domina com a sua altura imponente a almedina. Foi construída em 1509 e aparece numa gravura célebre de Arzila do século XVI. Era coberta por um telhado de duas águas e dotada de guaritas em cada um dos quatro cantos, caraterísticas da arquitetura militar portuguesa da sua época. Apesar da sua imponência, a torre tinha uma função mais pública e cerimonial do que propriamente militar, veiculando uma imagem de poder. É um vestígio do palácio do governador português, que foi construído sobre o local do palácio do governador marroquino da época medieval.  A torre de menagem foi restaurada nos últimos anos do século XX com o patrocínio da Fundação Calouste Gulbenkian.
Junto à Porta do Mar e à torre de menagem, situa-se a praça Sidi Ali ben Hamdush, onde se realizam exposições. Junto ao mar ergue-se o casarão hispano-mourisco que foi o palácio de el Raisuni; com dois anadares e construído no início do século XX, atualmente alberga o chamado palácio da cultura e é a sede do grande festival cultural anual. Igualmente junto ao mar há um antigo cemitério muçulmano, onde há sepulturas de cerâmica multicolor, e o mausoléu de Sidi Amade Almançor, o rei saadiano que reconquistou a cidade depois da batalha de Alcácer-Quibir.
A almedina é formada por casas brancas muito limpas, com pinturas murais muito coloridas, executadas durante os festivais de verão. Os candeeiros de iluminação pública, as chamadas lanternas de Arzila, são originais. As casas têm vindo a ser reabilitadas em estilo neoárabe. O lajeado que cobre as ruas é obra de artistas locais. Na rua da alcáçova encontra-se o Centro Hasan II de Encontros Internacionais, local onde se organizam conferências, exposições e outras manifestações culturais. Na mesma zona há restos de aquartelamentos espanhóis. Outras construções da época do protetorado espanhol são a escola de de Sidi Mohamed Ali Marzok e, junto a esta, a escola corânica, obras de Larrucea dos anos 1929–1930. A porta da alcáçova é rodeada de jardins.